# Districtul Bang Sai (1413)
Bang Sai (în thailandeză บางซ้าย) este un district (Amphoe) din provincia Ayutthaya, Thailanda, cu o populație de 19.579 de locuitori și o suprafață de 150,756 km².

## Componență
Districtul este subdivizat în 6 subdistricte (tambon), care sunt subdivizate în 53 de sate (muban).
| Nr. | Nume            | În thailandeză | Locuitori |
| --- | --------------- | -------------- | --------- |
| 1.  | Bang Sai        | บางซ้าย         | 3,389     |
| 2.  | Kaeo Fa         | แก้วฟ้า          | 2,429     |
| 3.  | Tao Lao         | เต่าเล่า         | 2,821     |
| 4.  | Plai Klat       | ปลายกลัด        | 4,774     |
| 5.  | Thepphamongkhon | เทพมงคล        | 3,861     |
| 6.  | Wang Phatthana  | วังพัฒนา         | 2,305     |